# Via Mese

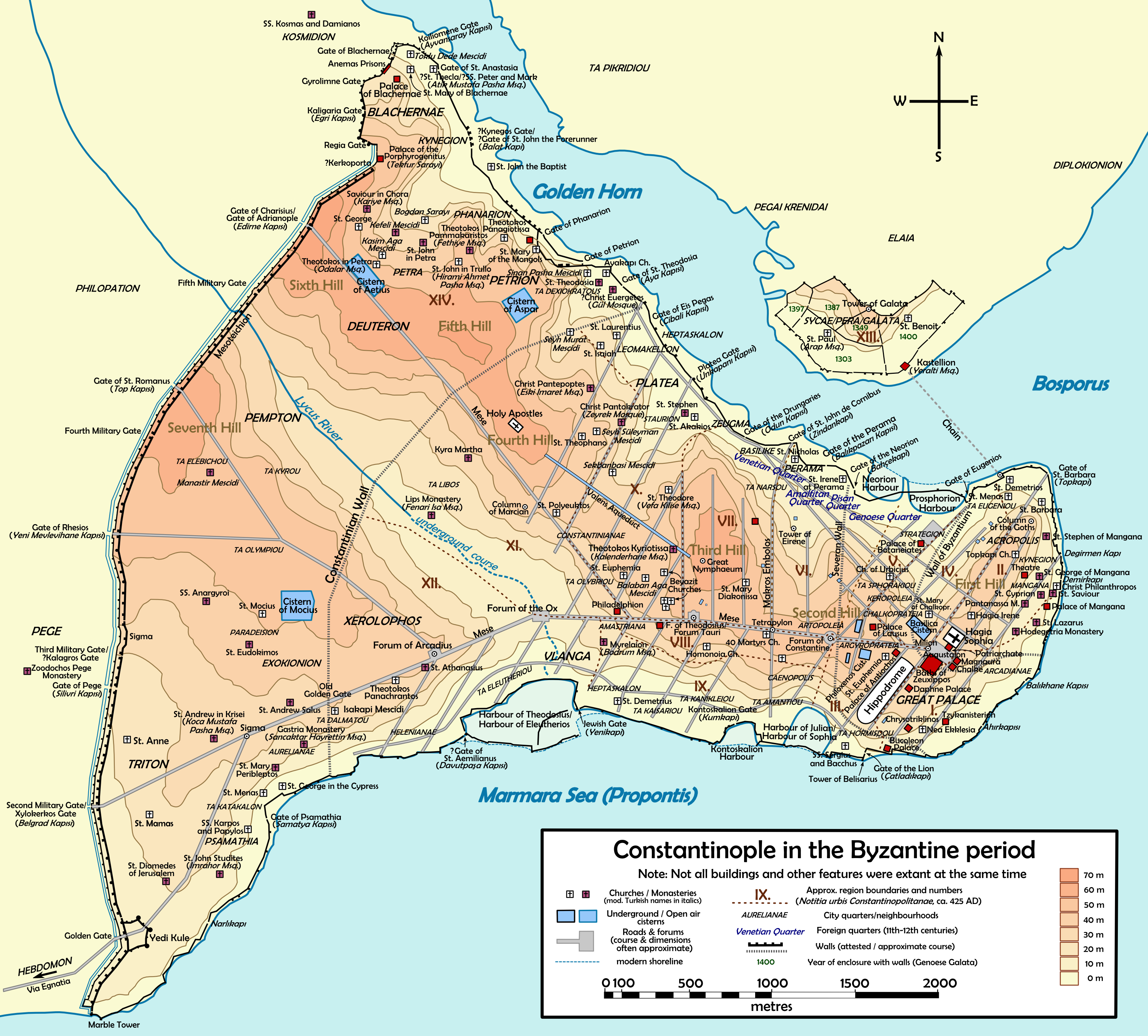
Pianta di Costantinopoli

La via Mese (dal greco: ἡ Μέση [Ὀδός], «[via di] Mezzo») era la via principale di Costantinopoli, larga 25 metri e affiancata da portici colonnati all'interno dei quali erano ospitati i negozi.
Essa era lo scenario delle più importanti processioni imperiali bizantine, almeno fino all'epoca dei Comneni: l'imperatore vittorioso, alla testa dell'esercito, entrava in città dalla Porta Aurea e seguiva la Mese fino al Gran Palazzo, tra ali di folla giubilante.
Il suo corso corrisponde all'attuale Divanyolu caddesi di Istanbul.

## Percorso
La Mese iniziava presso il Milion, il punto dal quale si misuravano le distanze da Costantinopoli, che si trova ancora oggi  nei pressi di Hagia Sophia, per poi dirigersi verso occidente, superando l'Ippodromo e i palazzi di Lauso e Antioco. Dopo circa 600 metri giungeva al Foro di Costantino, dove era collocata una delle due curie senatoriali costantinopolitane. Questo tratto della strada era anche noto come Regia (ἡ Ῥηγία, «Strada imperiale»), in quanto costituiva il percorso cerimoniale originale, dal Gran Palazzo e dalla piazza dell'Augustaion fino al Foro di Costantino.
Il tratto successivo collegava il Foro di Costantino al Foro di Teodosio (anche noto come Forum Tauri); a circa metà percorso incrociava la via nota come Makros Embolos, in un punto segnato dal tetrapylon chiamato Anemodoulion («Servo dei venti»).
A valle del Foro di Teodosio, la strada si biforcava, in corrispondenza del Capitolium: un ramo era diretto a nord-ovest, superando la chiesa dei Santi Apostoli e raggiungendo la Porta di Polyandrion; il secondo ramo si dirigeva invece a sud-ovest, attraverso il Forum Bovis e il Foro di Arcadio, verso la Porta Aurea, dove si congiungeva alla via Egnatia.

## Fonti
- Cyril Mango, The Triumphal Way of Constantinople and the Golden Gate, in Dumbarton Oaks Papers, vol. 54, n. 54, Dumbarton Oaks, Trustees for Harvard University, 2000,  p. 173, DOI:10.2307/1291838, JSTOR 10.2307/1291838.
- Nevra Necipoğlu (Ed.), Byzantine Constantinople: Monuments, Topography and Everyday Life, Istanbul, Brill, 2001, ISBN 90-04-11625-7.